# Ludmannsdorf
Ludmannsdorf (Bilčovs in sloveno) è un comune austriaco di 1 784 abitanti nel distretto di Klagenfurt-Land, in Carinzia. È storicamente abitato dalla minoranza sloveno-carinziana. Nel 1957-1958 ha inglobato il comune soppresso di Oberdörfl (in sloveno "Zgornja Vesca").